# Mary Pat Kelly
Mary Pat Kelly (Mary Patricia Kelly; * 1944 in Chicago, Illinois) ist eine US-amerikanische Autorin und Regisseurin.

## Leben und Karriere
Mary Pat Kelly wurde in Chicago geboren und verbrachte in der Stadt auch ihre Kindheit und Jugend. Ihre Vorfahren stammen aus Irland und wanderten im 19. Jahrhundert zur Zeit der Großen Hungersnot nach Amerika aus, wo sie sich in Chicago niederließen. Genealogische Nachforschungen zu ihren irischen Ahnen verarbeitete Kelly in ihren Romanen Galway Bay und dessen Nachfolger Of Irish Blood.

Kelly wurde am Saint Mary-of-the-Woods College, an der City University of New York (Ph.D. in Anglistik), sowie an der NYU Film School ausgebildet. Nach ihrem Studium arbeitete sie sowohl in Hollywood als Drehbuchautorin für Paramount und Columbia Pictures, als auch in New York als Produzentin und Regisseurin für Good Morning America und Saturday Night Live.

Vor ihren drei Romanen verfasste Kelly als Buchautorin ausschließlich Sachbücher. Eines davon (Proudly We Served: The Men of the USS Mason – ein Bericht über die afroamerikanische Besatzung eines US-Kriegsschiffes im Zweiten Weltkrieg) wurde unter dem Titel Proud im Jahr 2004 verfilmt. Kelly schrieb dafür selbst das Drehbuch und führte auch Regie.
Gegenwärtig lebt Mary Pat Kelly mit ihrem Mann, dem aus Irland stammenden Webdesigner Martin Sheerin, in New York City.

## Werke

### Romane
- Special Intentions. Dublin: New Island, 1998, ISBN 1-874597-71-5.
- Galway Bay. New York City: Grand Central Publishing, 2009, ISBN 0-594-02072-7.
- Of Irish Blood. New York City: Forge, 2015, ISBN 0-7653-2913-1.
- Irish Above All. New York City: Forge, 2019, ISBN 0-7653-8088-9.

### Sachbücher
- Martin Scorsese: The First Decade. Bedford Hills: Redgrave Publishing Company, 1980, ISBN 0-913178-67-5.
- Martin Scorsese: A Journey. New York City: Thunder’s Mouth Press, 1991, ISBN 0-938410-79-2.
- Home Away from Home: The Yanks in Ireland. Belfast: Appletree Press, 1994, ISBN 0-86281-475-8.
- Proudly We Served: The Men of the USS Mason. Annapolis: US Naval Institute Press, 1995, ISBN 1-55750-453-9.
- Good to Go: The Rescue of Capt. Scott O’Grady, USAF, from Bosnia. Annapolis: US Naval Institute Press, 1996, ISBN 1-55750-459-8.

### Filme
- 2004: Proud (R, D)

### Sonstiges
- 1981: Saturday Night Live (Fernsehshow), Folge 118 vom 7. März (R)
- 1999: Abby’s Song (Musical), Aufführung zwei Wochen ab 14. November 1999 im New York City Center[1] (Buch und Liedtexte)